# جيمس وورلي
جيمس باركس وورلي (بالإنجليزية: James Parks Worley) (5 نوفمبر 1873 – 6 يناير 1921) كان سياسيًا أمريكيًا من ولاية تينيسي. شغل منصب عضو في مجلس نواب تينيسي عن مقاطعة سوليفان من عام 1907 حتى 1913، ثم عُين عضوًا في مجلس شيوخ تينيسي عن الدائرة الثانية من عام 1913 حتى وفاته في عام 1921.

## الحياة الشخصية
تزوج وورلي من آنا لي كيز وورلي في 25 نوفمبر 1907. بعد وفاته، أُنتخبت زوجته آنا لي كيز وورلي لملء مقعده الشاغر في مجلس الشيوخ، لتصبح أول امرأة تُنتخب لعضوية مجلس شيوخ تينيسي.

## الوفاة
توفي جاي. باركس وورلي في 6 يناير 1921 في ناشفيل، تينيسي، أثناء شغله لمنصبه في مجلس الشيوخ.